# آلفين جي. ريدفورد
آلفين جي. ريدفورد هو ضابط شرطة وسياسي أمريكي، ولد في 25 أغسطس 1883 في بيووكي في الولايات المتحدة، وتوفي في 1 نوفمبر 1974. نشط حزبياً في الحزب الجمهوري. وقد انتخب عضو جمعية ولاية ويسكونسن ‏.